# روبن لان
روبن لان (بالإنجليزية: Robin Lane)‏ هي مغنية مؤلفة أمريكية، ولدت في 1947.

## وصلات خارجية
- روبن لين على موقع IMDb (الإنجليزية)
- روبن لين على موقع ميوزك برينز (الإنجليزية)
- روبن لين على موقع أول ميوزيك (الإنجليزية)
- روبن لين على موقع ديسكوغز (الإنجليزية)